# Andi Haberl

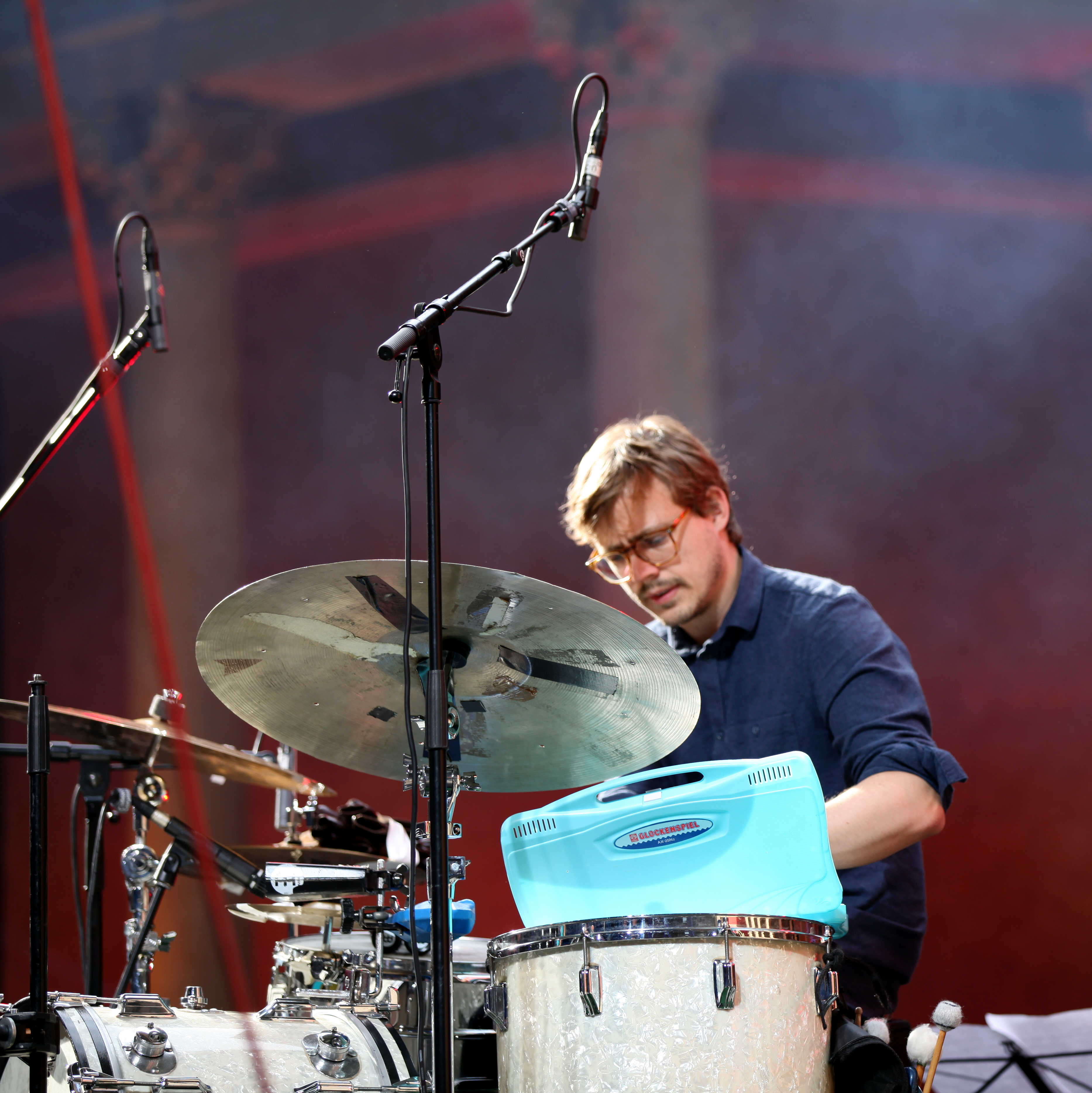
Andi Haberl auf dem Heimatsound-Festival 2015 am Schlagzeug des Alien Ensemble

Andreas „Andi“ Haberl (* 1982 in Holzhausen am Starnberger See) ist ein deutscher Schlagzeuger des Modern Jazz.

## Leben und Wirken
Haberl hatte mit elf Jahren seine erste Band. In der Schul-Bigband des Gymnasiums in Geretsried machte er erste Erfahrungen mit Jazz. 1997 gründete er mit Max von Mosch die Gruppe max.bab, mit der er 2001 den Studiopreis bei Jugend jazzt gewann. Von 2001 bis 2003 war er Mitglied des Bundesjazzorchesters unter der Leitung von Peter Herbolzheimer. 2003 zog er nach Berlin, um am Jazz-Institut Berlin bei John Hollenbeck zu studieren; zusätzlich nahm er Unterricht bei John Riley und Joey Baron.
Seit 2007 ist er festes Mitglied bei The Notwist, auf deren Album Close to the Glass er auch singt. Weiterhin gehört er zum Andromeda Mega Express Orchestra, Johannes Lauers Die Zusammenkunft, Masha Qrella und jersey. Fernerhin arbeitete er mit Till Brönner, Kurt Rosenwinkel, Johannes Enders, Myron Walden, Bobby Hutcherson oder Charlie Mariano zusammen. Er ist zudem auf Alben von Julian und Roman Wasserfuhr, Lisa Bassenge, Marsmobil, Max Frankl, Lauer Large und Konstantin Wecker zu hören.
2024 veröffentlichte er sein erstes Soloalbum mit dem Titel I Can See Our House From Here unter dem Alias SUN.

## Diskographische Hinweise
- max.bab Going Home (embab/Rough Trade 2007, mit Max von Mosch, Benedikt Jahnel, Benny Schäfer)
- max.bab Inner Orbit (ACT 2009, mit Max von Mosch, Benedikt Jahnel, Benny Schäfer)
- Lauer Large Less Beat More! (Jazzwerkstatt 2012, mit Kasper Tranberg, Matthias Schriefl, Matthias Spillmann, Andreas Tschopp, Johannes Lauer, Simon Harrer, Gerhard Gschlößl, Christian Weidner, Reto Suhner, Wanja Slavin, Steffen Schorn, Domenic Landolf, Ronny Graupe, Christian Kögel, Henning Sieverts)
- Andromeda Mega Express Orchestra Live on Planet Earth (Alien Transistor 2014)